# آن گیل کانگ
آن گیل کانگ (انگلیسی: Ahn Gil-kang؛ زادهٔ ۲۴ اوت ۱۹۶۶) یک هنرپیشه و بازیگر سینما اهل کره جنوبی است. وی از سال ۱۹۹۷ میلادی تاکنون مشغول فعالیت بوده‌است.